# Sarmīte Stone
Sarmīte Stone (Riga, URSS, 30 de mayo de 1963) es una deportista letona que compitió para la URSS en remo.
Ganó cuatro medallas en el Campeonato Mundial de Remo entre los años 1982 y 1991. Participó en dos Juegos Olímpicos de Verano, ocupando el quinto lugar en Seúl 1988 (dos sin timonel) y el cuarto en Barcelona 1992 (ocho con timonel).

## Palmarés internacional
| Campeonato Mundial | Campeonato Mundial     | Campeonato Mundial | Campeonato Mundial |
| Año                | Lugar                  | Medalla            | Prueba             |
| ------------------ | ---------------------- | ------------------ | ------------------ |
| 1982               | Lucerna (Suiza)        | Medalla de oro     | Ocho con timonel   |
| 1983               | Duisburgo (RFA)        | Medalla de oro     | Ocho con timonel   |
| 1987               | Copenhague (Dinamarca) | Medalla de bronce  | Ocho con timonel   |
| 1991               | Viena (Austria)        | Medalla de plata   | Ocho con timonel   |